# Campeonato Mundial de Atletismo Sub-20 de 2021 - 3000 m feminino
A prova dos 3000 metros feminino do Campeonato Mundial de Atletismo Sub-20 de 2021 ocorreu no dia 19 de agosto de 2021 no Centro Esportivo Internacional Moi, em Nairóbi, no Quênia. 

## Recordes
Antes desta competição, os recordes mundiais e do campeonato nesta prova eram os seguintes:
|       | Nome          | Nacionalidade | Tempo   | Local     | Data                  |
| ----- | ------------- | ------------- | ------- | --------- | --------------------- |
| WU20R | Zola Budd     | Reino Unido   | 8:28.83 | Roma      | 7 de setembro de 1985 |
| CR    | Beyenu Degefa | Etiópia       | 8:41.76 | Bydgoszcz | 20 de julho de 2016   |
| WU20L | Agnes Mwikali | Quênia        | 8:46.31 | Abashiri  | 10 de julho de 2021   |

## Medalhistas
| Ouro                         | Prata                    | Bronze             |
| Teresia Muthoni Gateri (KEN) | Zenah Jemutai Yego (KEN) | Melknat Wudu (ETH) |

## Cronograma
Todos os horários são locais (UTC+3).  
| Data         | Hora  | Evento |
| ------------ | ----- | ------ |
| 19 de agosto | 17:40 | Final  |

## Resultado final
A prova final foi realizada no dia 19 de agosto às 17:40. 
| Posição           | Atleta                 | Nacionalidade | Tempo    | Notas           |
| ----------------- | ---------------------- | ------------- | -------- | --------------- |
| Medalha de ouro   | Teresia Muthoni Gateri | Quênia        | 8:57.78  |                 |
| Medalha de prata  | Zenah Jemutai Yego     | Quênia        | 8:59.59  |                 |
| Medalha de bronze | Melknat Wudu           | Etiópia       | 9:00.12  | Recorde pessoal |
| 4                 | Prisca Chesang         | Uganda        | 9:03.44  | Recorde pessoal |
| 5                 | Ilona Mononen          | Finlândia     | 9:30.63  |                 |
| 6                 | Agate Caune            | Letónia       | 9:45.26  |                 |
| 7                 | Semhar Mekonen         | Eritreia      | 9:46.35  |                 |
| 8                 | Naledi Makgatha        | África do Sul | 9:55.08  |                 |
| 9                 | Olimpia Breza          | Polónia       | 10:16.03 |                 |
| 10                | Jeanine Kezimana       | Burundi       | 10:33.47 |                 |

Legenda
| Recorde mundial       | Recorde mundial (World record)               |                       | Recorde africano                      | Recorde africano (African) |                                           | Q | Classificado por posição (Qualified) |
| Recorde do campeonato | Recorde do campeonato (Championship record)  | Recorde da América    | Recorde da América (Americas)         | q                          | Classificado por melhor tempo (Qualified) |   |                                      |
| Melhor marca do ano   | Melhor marca do ano (World leading)          | Recorde asiático      | Recorde asiático (Asian)              | DNS                        | Não largou (Did not start)                |   |                                      |
| Recorde nacional      | Recorde nacional (National record)           | Recorde europeu       | Recorde europeu (European)            | DNF                        | Não terminou (Did not finish)             |   |                                      |
| Recorde pessoal       | Recorde pessoal do atleta (Personal best)    | Recorde da Oceania    | Recorde da Oceania (Oceania)          | DSQ / DQ                   | Desclassificado (Disqualified)            |   |                                      |
| Recorde da temporada  | Recorde da temporada do atleta (Season best) | Recorde sul-americano | Recorde sul-americano (South America) | NM                         | Sem marca (No mark)                       |   |                                      |